# Magnétostratigraphie
La magnétostratigraphie est une approche stratigraphique basée sur la reconnaissance de « magnétozones », des ensembles sédimentaires diachrones portant un signal paléomagnétique. 

## Principes
Le champ magnétique terrestre connaît des inversions de polarité plus ou moins fréquentes à l'échelle des temps géologiques. 
Ces inversions étant enregistrées dans les sédiments, les minéraux magnétiques en deviennent des indicateurs. Ils permettent d'affiner la chronologie des étages de fossiles et d'autres évènements géologiques ayant laissé des traces.
La magnétostratigraphie couplée à la datation absolue d'évènements ponctuels s'est notamment révélée très utile dans l'établissement d'une chronologie relative, car le signal magnétique est indépendant du milieu, global et précis.

## Limites
Ce signal est binaire et sensible aux altérations, notamment diagénétiques.
Par ailleurs, il existe des périodes de « calme magnétique » où la « résolution temporelle » devient mauvaise.